# Eckhard Hein
Eckhard Hein (* 1963) ist ein deutscher Ökonom. Er ist seit 2009 Professor für Volkswirtschaftslehre, insbesondere europäische Wirtschaftspolitik an der Hochschule für Wirtschaft und Recht Berlin. Vorher leitete er das Referat Allgemeine Wirtschaftspolitik des Institutes für Makroökonomik und Konjunkturforschung (IMK) der Hans-Böckler-Stiftung.

## Leben
Hein studierte von 1985 bis 1990 Wirtschaftswissenschaft an der Universität Bremen und an der New School for Social Research in New York. 1996 wurde er mit einer Dissertation Geld, effektive Nachfrage und Kapitalakkumulation an der Freien Universität Berlin promoviert. Danach war er zunächst Wissenschaftlicher Assistent an der Carl von Ossietzky Universität Oldenburg. 2001 wurde er Referatsleiter für Konjunkturforschung und allgemeine Wirtschaftspolitik am WSI. Von 2005 bis 2009 war er Referatsleiter für Allgemeine Wirtschaftspolitik am IMK. Im Jahr 2005 habilitierte er sich an der Carl von Ossietzky Universität und wurde dort Privatdozent für Volkswirtschaftslehre. Von 2005 bis 2008 lehrte er daneben als Vertretungs- und Gastprofessor an der Universität Hamburg, von 2007 bis 2008 war er ebenfalls Gastprofessor an der Wirtschaftsuniversität Wien. Er ist Herausgeber des European Journal of Economics and Economic Policies: Intervention.

## Forschung
In der Einleitung zu seiner Dissertation von 1996 skizzierte Eckhard Hein das „post-klassische“ oder post-keynesianische Forschungsprogramm, dem er sich verpflichtet fühlt. Die neoklassische Theorie, die in Deutschland den wirtschaftswissenschaftlichen Mainstream bildete, lehnt er ab. Dazu zählt insbesondere die Ablehnung des Sayschen Gesetzes und die Betonung der „monetären Analyse“, in der Geld eine wichtige Rolle spielt und nicht erst nachträglich zu der Analyse einer Naturalwirtschaft hinzugefügt wird. 
In seinen weiteren Publikationen beschäftigte er sich mit der Weiterentwicklung der postkeynesianischen Theorie, wobei er insbesondere an der Integration von Geld-, Verteilungs- und Wachstumstheorie arbeitete. Hein stellte fest, dass der seit über zwei Jahrzehnten sinkende Anteil des Arbeitseinkommens am Volkseinkommen in den reifen Industriestaaten in der politischen und wachstumstheoretischen Debatte kaum Beachtung findet, da diese Debatte vom neoklassischen Paradigma beherrscht werde. In seinem Lehrbuch zur Makroökonomie Verteilung und Wachstum zeigt er demgegenüber auch die verteilungs- und wachstumstheoretischen Vorstellungen in den Ansätzen der Klassischen Politischen Ökonomie (von Adam Smith und David Ricardo), im marxistischen Ansatz sowie ausführlich im post-keynesianischen Ansatz (in der Tradition von Joan Robinson, Nicholas Kaldor und Michal Kalecki) und dessen neueren Entwicklungslinien.
Darüber hinaus hat Hein zu Fragen der makroökonomischen Politik (Geld-, Finanz- und Lohnpolitik) und der europäischen Wirtschaftspolitik publiziert. In jüngerer Zeit bildet der Einfluss des Finanzsystems auf die wirtschaftliche Entwicklung einen Schwerpunkt seiner Arbeiten.

## Werke (Auswahl)
- Geld, effektive Nachfrage und Kapitalakkumulation. Eine Betrachtung aus Marxscher, Keynesscher und post-keynesianischer Perspektive. Dissertation 1996. Duncker & Humblot, Berlin 1997. ISBN 3-428-08958-8.
- Verteilung und Wachstum. Eine paradigmenorientierte Einführung unter besonderer Berücksichtigung der post-keynesianischen Theorie. Metropolis, Marburg 2004, ISBN 3-89518-452-7 (2. Auflage 2018, ISBN 978-3-7316-1199-8).
- Money, Distribution Conflict and Capital Accumulation. Contributions to ‚Monetary Analysis‘. Basingstoke, Palgrave Macmillan, 2008, ISBN 0-230-52157-6 (engl.), doi:10.1057/9780230595606.